# Бейкер, Ленни
Леона́рд Джо́эл «Ле́нни» Бе́йкер (англ. Leonard Joel «Lenny» Baker; 17 января 1945 — 12 апреля 1982) — американский актёр.

## Жизнь и карьера
Бейкер родился в Бруклайне, штат Массачусетс, и окончил Колледж изящных искусств при Бостонском университете, после чего работал преимущественно на театральной сцене. Он наиболее известен по главной роли в комедийной драме Пола Мазурски «Следующая остановка — Гринвич-Виллидж» (1976), за которую был номинирован на премию «Золотой глобус» как лучший дебютант. В 1977 году Бейкер выиграл премии «Тони» и «Драма Деск» за роль в мюзикле «Я люблю свою жену». Он также имел роли в фильмах «Больница» (1971), «Бумажная погоня» (1973) и «Кровавый карнавал Малатесты» (1973), и сериалах «Старски и Хатч», «Досье детектива Рокфорда» и «Такси».
Бейкер скончался в 1982 году, в возрасте 37 лет, от неизвестного на тот момент врачам рака, вскоре установленного как одно из заболеваний, связанных со СПИДом.

## Фильмография

### Кино
| Год  | Русское название                      | Оригинальное название         | Роль                | Примечания                                                 |
| ---- | ------------------------------------- | ----------------------------- | ------------------- | ---------------------------------------------------------- |
| 1971 | Больница                              | The Hospital                  | доктор Говард Шефер |                                                            |
| 1972 |                                       | AWOL                          | Сидни               |                                                            |
| 1973 | Бумажная погоня                       | The Paper Chase               | Уильям Мосс         |                                                            |
| 1973 | Кровавый карнавал Малатесты           | Malatesta's Carnival of Blood | Соня                |                                                            |
| 1976 | Следующая остановка — Гринвич-Виллидж | Next Stop, Greenwich Village  | Ларри Лапински      | Номинация — Премия «Золотой глобус» за лучший дебют актёра |

### Телевидение
| Год  | Русское название         | Оригинальное название | Роль          | Примечания                                 |
| ---- | ------------------------ | --------------------- | ------------- | ------------------------------------------ |
| 1970 |                          | The Teaching          | Сэмюэл Голден | Телевизионный фильм                        |
| 1973 | Пуэбло                   | Pueblo                | Харрис        | Телевизионный фильм                        |
| 1974 | Коджак                   | Kojak                 | Джойс         | Эпизод: «Cross Your Heart and Hope to Die» |
| 1975 |                          | Sunshine              | Джинкс        | Эпизод: «White Bread and Margarine»        |
| 1977 | Великие представления    | Great Performances    | Генри Дюмонт  | Эпизод: «Secret Service»                   |
| 1978 |                          | On Our Own            | н/д           | Эпизод: «The Blind Date»                   |
| 1979 | Старски и Хатч           | Starsky and Hutch     | Деймон        | Эпизод: «Ninety Pounds of Trouble»         |
| 1979 | Досье детектива Рокфорда | The Rockford Files    | Ронни Марц    | Гостевая роль, 2 эпизода                   |
| 1979 | Такси                    | Taxi                  | Баски         | Эпизод: «Latka's Revolting»                |